# 凱拉米克斯考古學博物館
凱拉米克斯考古學博物館 (希臘語：Αρχαιολογικό Μουσείο Κεραμεικού）是希臘首都雅典的一座博物館，設立於1937年，位於凱拉米克斯地區。這座博物館收藏了眾多早期幾何藝術的作品。1960年代，博物館得到了擴建。

## 外部連結
维基共享资源上的相關多媒體資源：Kerameikos Archaeological Museum
- http://odysseus.culture.gr/h/1/gh151.jsp?obj_id=3443 （页面存档备份，存于）

37°58′41″N 23°43′00″E / 37.9780°N 23.7168°E